# Michelle Facos
Michelle Facos (geboren am 25. Februar 1955 in Buffalo) ist eine US-amerikanische Kunsthistorikerin und Professorin für Kunstgeschichte an der Indiana University.

## Leben
Michelle Facos schloss ihr Studium am Kirkland (Hamilton) College der New York University im Jahr 1976 mit einem B.A. in Kunstgeschichte und vergleichender Literatur ab. In den folgenden Jahren arbeitete sie als Rechtsanwaltsfachangestellte in New York bei Debevoise & Plimpton und White & Case. Im Anschluss führte sie ihr Ph.D.-Studium in Kunstgeschichte an der New York University unter H.W. Janson, Robert Rosenblum, Gert Schiff und Kirk Varnedoe (ihr Betreuer) fort. Ihre Dissertation mit dem Titel „Nationalism and the Nordic Imagination: Swedish Art of the 1890s“ war die erste von einer US-amerikanischen Person geschriebene Dissertation über schwedische Malerei und wurde durch die Ausstellung „Northern Light: Realism and Symbolism in Scandinavian Painting, 1880–1910“ im Brooklyn Museum aus den Jahren 1982–83 inspiriert. Die Dissertation wurde 1989 veröffentlicht und 1998 in überarbeiteter Buchform verlegt. Im Jahr 1996 wurde sie als einzige nichtskandinavische Kunsthistorikerin zur Mitarbeit im Forschungsprojekt „Cultural Processes in Nordic Forest Communities“ von Ingar Kaldal an der Universität Trondheim eingeladen. Ihr Forschungsgebiet umfasst skandinavische Kulturgeschichte mit einem Schwerpunkt auf Schweden. 2009 wurde sie ordentliche Professorin an der Indiana University. Seit 2015 ist sie Dean & Program Director der GGE Summer School, einer Sommerschule für internationale High-School-Schüler in der Stadt Greifswald.
Michelle Facos erhielt 1993 ein Fulbright-Stipendium, im Jahr 1996 ein Stipendium von der Alexander-von-Humboldt-Stiftung, im Jahr 2007 von der American-Scandinavian Foundation, im Jahr 2010 von der Alfried-Krupp-Stiftung und 2015 von Mercator Foundation. Weiterhin erhielt sie 1994 Fördergelder von der American Philosophical Society und 2015 vom Hadassah-Brandeis Institute.
Im Jahr 2006 war sie Gastprofessorin an der Universität Hamburg, 2013 an der East China Normal University in Shanghai, 2014 an der Universität Warschau und 2011/2012 sowie 2015 an der Universität Greifswald. Seit 2012 ist sie Chefredakteurin der Open-Access-Fachzeitschrift ARTS.

## Werke
- Symbolist Roots of Modern Art, herausgegeben mit Thor J. Mednick (London: Ashgate, 2015), ISBN 1-4724-1962-6
- An Introduction to Nineteenth-Century Art (London: Routledge, 2011), ISBN 0-415-78072-1
- Symbolist Art in Context (Berkeley: The University of California Press, 2009), ISBN 0-520-25582-8
- Culture and National Identity in Fin-de-Siècle Europe, herausgegeben mit Sharon Hirsh (New York: Cambridge University Press, 2003).
- Nationalism and the Nordic Imagination: Swedish Art of the 1890s (Berkeley: The University of California Press, 1998), ISBN 978-0-520-91813-9